# 札波羅熱州州旗
札波羅熱州旗（烏克蘭語：Прапор Запорізької області）是烏克蘭札波羅熱州的官方旗幟，於2001年7月27日核准。

## 設計
旗幟顏色為深紅色，長寬比為2：3。中間是該地區的徽章：一名手持馬刀和火槍的哥薩克士兵站在深紅色的盾牌上，盾牌上裝飾著狼牙棒、羽毛、鼓槌和定音鼓。